# Yvecrique

Yvecrique este o comună în departamentul Seine-Maritime, Franța. În 2009 avea o populație de 650 de locuitori.